# Козлова, Елизавета Владимировна
Елизавета Владимировна Козлова (урождённая Пушкарёва; 1892—1975) — русский и советский орнитолог, жена русского ученого-исследователя П. К. Козлова.

## Биография
Родилась 19 августа 1892 года в Красном Селе в семье врача Владимира Иосифовича Пушкарёва.
В 1910 году Елизавета окончила с золотой медалью гимназию и поступила в женский Педагогический институт на естественно-историческое отделение.
Свою деятельность орнитолога начала с путешествий на Тянь-Шань в 1913 году и Южную Украину в 1918—1919 годах (работала в заповеднике Аскания-Нова).
В 1923—1926 годах принимала участие как профессиональный орнитолог в экспедиции, организованной Русским географическим обществом, и попала вместе с мужем в Монголию.
После некоторого времени, проведённого в России, вернулась в Монголию и в 1929—1930 годах собирала сведения о местных птицах и изучала их биологию, экологию и распространение. Результатом её исследований стали публикации в 1930 году, посвящённые птицам Юго-Западного Забайкалья, Северной Монголии и Центрального Гоби, за которые её удостоили серебряной медали Русского географического общества.
Козлова с 1932 по 1975 год проработала в отделении орнитологии в Зоологическом институте АН СССР в Ленинграде.
В 1934, 1935 и 1937 годах Елизавета Владимировна работала на побережье Каспийского моря в Талыше и на территории заповедника им. Кирова в Кызылагачском заливе в Азербайджане.
В годы Великой Отечественной войны институт был эвакуирован в Душанбе (Таджикистан), где она продолжила изучение горных видов птиц вместе с профессором А. Я. Тугариновым. В 1945 году вместе с институтом она вернулась в Ленинград.
В 1950—1960-е годы Козлова занималась фаунистическими исследованиями.
Умерла 10 февраля 1975 года.
По мнению её ученика, сотрудника Зоологического института Р. Л. Потапова:

«Именно она сумела собрать воедино и дать логическое завершение всем авифаунистическим исследованиям знаменитой плеяды российских исследователей Центральной Азии, причём с полным учётом вклада в эту работу и зарубежных натуралистов. И именно в этом непреходящая ценность научного наследия Елизаветы Владимировны».

## Труды и заслуги
- Е. В. Козловой были написаны монографии об орнитофауне Тибетского нагорья (1952) и птицах зональных степей и пустынь Центральной Азии (1975). Также ею были опубликованы работы в области таксономии и филогенетики, а также обширный раздел о птицах СССР (1951—1953) в серии «Фауна СССР».
- За двухтомную сводку по куликам, вышедшую в свет в 1961—1962 годах, Е. В. Козловой была присуждена в 1962 году степень доктора биологических наук.
- Крупнейшие западные орнитологические сообщества избрали её своим членом — американское (1963), германское (1969), английское (1971).